# LP1 (альбом Джосс Стоун)
LP1 — пятый студийный альбом британской певицы Джосс Стоун, выпущенный 21 июля 2011 года её собственным лейблом Stone’d Record в сотрудничестве с Surfdog Records после расторжения контракта с EMI в 2010−м. Альбом был записан за шесть дней в студии Blackbird города Нашвилл. Певица выступила в качестве соавтора и сопродюсера всего музыкального материала совместно с Дэйвом Стюартом, одним из основателей группы Eurythmics.
С целью рекламы альбома Стоун и Стюарт выступили на нескольких телевизионных шоу, таких как: The Tonight Show with Jay Leno, The Late Late Show with Craig Ferguson и на Live with Regis and Kelly.

## Отзывы критиков
| Совокупная оценка    | Совокупная оценка |
| Источник             | Оценка            |
| -------------------- | ----------------- |
| Metacritic           | 59/100            |
| Оценки критиков      |                   |
| Источник             | Оценка            |
| Allmusic             | [ 2 ]             |
| The A.V. Club        | C                 |
| The Boston Globe     | (положительно)    |
| The Daily Telegraph  | [ 10 ]            |
| Entertainment Weekly | B                 |
| The Guardian         | [ 12 ]            |
| The Independent      | [ 13 ]            |
| The New York Times   | (положительно)    |
| Paste                | [ 15 ]            |
| PopMatters           | [ 16 ]            |
| Rolling Stone        | [ 1 ]             |
| Slant Magazine       | [ 17 ]            |

По версии сайта Metacritic альбом получил 59 баллов из ста возможных на основании 17-ти рецензий в СМИ, что означает «смешанные или средние отзывы». Джон Парельз из газеты The New York Times писал: «в большей части альбома она позволяет своему громкому, выразительному голосу звучать с абсолютно нереальной силой» и «её голос непредсказуем; LP1 является тому подтверждением». Музыкальный критик Скотт Макленнан из газеты The Boston Globe отметил, что альбом «имеет более смелые оттенки жанров блюз-рок и кантри, которые раскрывают новизну скрытых талантов Стоун», а также написал: «её низкие ноты разбавлены резким, скрипучим голосом, что подтверждает способность Стоун хорошо вживаться в песни, как актёры создают образы своих персонажей». Стивен Томас Эрлюин из Allmusic сказал, что «Стюарт отказывается представлять Стоун строго в основных жанрах соула и ритм-н-блюза, но он тесно переплетает их с фанком, народными песнями, блюзом, евро-роком и современной поп-музыкой, придавая LP1 достаточную эластичность так, что альбом захватывает дыхание, имеет множество оттенков и не кажется консервативным». Холлай Глизон из музыкального журнала Paste описала альбом, как «полный переворот неустанной музыкальности, выдержки и души» и сравнила его со студийной работой Дасти Спрингфилд Dusty in Memphis 1969 года. Позже она пришла к заключению, что «в мире, где преобладают обработанные на компьютере танцевальные заготовки, поп-музыка громыхает и обрывается рэпом, а подлинный музыкальный соул-материал, где мелодия построена с помощью низкого баса, звуков фортепиано Wurlitzer и лёгких гитар — действительно, является приятным шумом». Музыкальный критик Пол Макиннес из британской газеты The Guardian полагал, что альбом «искусно сыгран, а голос Джосс Стоун имеет диапазон и гибкость в тональности, которыми обладают не все её конкурентки», но «конечный продукт настолько обычен и лишён подлинных эмоций, что альбом LP1 теряет свою индивидуальность и становится обычным продуктом, предлагаемым публике, неотличимым от всех других лонгплеев». Колин Макгюр из электронного журнала PopMatters написал: «в альбоме отсутствует основной элемент, за который Стоун хвалили на протяжении всей карьеры — совершенство исполнения. Фактически, в LP1 чувствуется его недостаток, и было бы проще сказать, что певица почти полностью отошла от истоков соула», посчитав результат «неутешительным», «низкопробным», «неожиданным» и «по большому счёту, альбом походит на ранние черновые наброски до её успеха».
Майк Дивер из BBC Music утверждал, что LP1 «не является преемником альбома The Soul Sessions. Он слишком длинный и небрежный, поэтому альбом не может стать в один ряд с другими поп-альбомами. Джосс Стоун идёт на всех парусах своей мощью и силой, которую Вы ожидаете, но достаточное количество контролируемых осечек в её вокале на нескольких треках могут оказаться недооценёнными или непонятыми». Однако, критик назвал Джосс Стоун одной из немногих британских «одарённых певиц, которые сияют и несут ослепляюще-положительный эффект». Музыкальный критик Карин Ганз из Rolling Stone написал: «Голос Стоун очень хорош, когда не подвержен обработке, что прослеживается в альбоме LP1, особенно в песнях „Newborn“ и „Take Good Care“ со степенными мелодиями, где он звучит то печально, то весело и энергично в нескольких томных песнях, задевающих сердца».
Микель Вуд из Los Angeles Times рассмотрел альбом, как «одну из самых обычных записей Джосс Стоун» и полагал, что «музыкальные жесты складываются в величественные баллады, которые мы много раз слышали в работе Райана Теддера для Бейонсе и Келли Кларксон. Но такая умеренная награда после её борьбы за свободу кажется едва стоящей». Кеннай Эрзог из The A.V. Club решительно продублировал, что это «самый плоский и фальшивый альбом Джосс Стоун», так же как и «шокирующе легко-забываемая пластинка форсирующая современный взрослый рок», добавив «несмотря на хороший вокальный диапазон, Стоун издаёт визгливые вопли […] придуманные нахально и дерзко». Джоанн Хаффа из журнала NOW говорила: «финальная стадия обработки звука могла быть пропущена, если бы песни были лучше, однако, для поп-альбома есть серьёзный недостаток в хуках. Так как LP1 сфокусирован на голосе певицы, то невозможно избежать тяжёлой лирики».

## Появление в чартах
LP1 дебютировал и достиг своего максимума на 36 месте в британском чарте UK Albums Chart. В американском чарте Billboard 200 LP1 появился на девятой позиции с продажами 30 000 копий, став третьим альбомом певицы, вошедшим в лучшую десятку лонгплеев страны и повторившим успех второго студийника певицы Introducing Joss Stone (2007).
В июне 2012 года альбом получил золотую сертификацию от независимой ассоциации музыкальных компаний (IMPALA) за продажи превышающие 75 000 копий на территории Европы.

## Список композиций
| №   | Название                      | Автор(ы)                                                   | Длительность |
| --- | ----------------------------- | ---------------------------------------------------------- | ------------ |
| 1.  | «Newborn»                     | Джосс Стоун, Дэйв Стюарт, Венди Джозеф                     | 3:43         |
| 2.  | «Karma»                       | Стоун, Стюарт, Мартина Макбрайд, Брэд Уоррен, Бретт Уоррен | 3:54         |
| 3.  | «Don't Start Lying to Me Now» | Стоун, Крис Стэплтон, Мелисса Пеирс                        | 4:08         |
| 4.  | «Last One to Know»            | Стоун, Стюарт                                              | 4:52         |
| 5.  | «Drive All Night»             | Стоун, Эг Уайт                                             | 5:07         |
| 6.  | «Cry Myself to Sleep»         | Стоун, Стюарт                                              | 3:51         |
| 7.  | «Somehow»                     | Стоун, Стюарт                                              | 3:04         |
| 8.  | «Landlord»                    | Стоун, Стюарт                                              | 3:57         |
| 9.  | «Boat Yard»                   | Стоун                                                      | 5:02         |
| 10. | «Take Good Care»              | Стоун, Пол Конрой                                          | 2:29         |

| №   | Название                                     | Автор(ы)     | Длительность |
| --- | -------------------------------------------- | ------------ | ------------ |
| 11. | «Picnic for Two» (при участии Дэйва Стюарта) | Стоун Стюарт | 4:14         |
| 12. | «Cutting the Breeze»                         | Стоун Стюарт | 3:39         |

| №   | Название    | Автор(ы)     | Длительность |
| --- | ----------- | ------------ | ------------ |
| 11. | «The Sound» | Стоун Стюарт | 3:29         |

| №   | Название                                     | Автор(ы)     | Длительность |
| --- | -------------------------------------------- | ------------ | ------------ |
| 11. | «Picnic for Two» (при участии Дэйва Стюарта) | Стоун Стюарт | 4:14         |

## Творческая группа
Сведения о составе творческой группы были взяты с обложки альбома LP1

| Музыканты - Джосс Стоун — вокал - Дэвид Стюарт — гитара - Чад Кромвэлл — ударные, перкуссия - Майкл Родс — басс - Том Буковак — гитара - Дэн Дагмор — стил-гитара - Майк Рояс — клавишные - Drea Rhenee — бэк-вокал - Венди Мотен — бэк-вокал - Люк Поттер — дополнительная гитара в треке «Karma» | Техническая группа - Дэвид Стюарт — продюсер - Джосс Стоун — продюсер, исполнительный продюсер - Дэйв Каплан — исполнительный продюсер - Брайен Нельсон — исполнительный продюсер - Джон МакБрайд — техник - Стив Гринвелл — сведение, дополнительный техник - Том Койн — мастеринг Художественное оформление - Кристин Бернс — фотограф - Дэвид Стюарт — фотограф обложки - Кевин Тетро — дизайнер буклета |

## Чарты
| Чарт (2011)                            | Высшее место |
| -------------------------------------- | ------------ |
| Австрия (Ö3 Austria)                   | 15           |
| Бельгия/Фландрия (Ultratop)            | 12           |
| Бельгия/Валлония (Ultratop)            | 39           |
| Канада (Canadian Albums Chart)         | 15           |
| Нидерланды (Album Top 100)             | 6            |
| Франция (SNEP)                         | 46           |
| Германия (Offizielle Top 100)          | 5            |
| Италия (Classifica album)              | 80           |
| Japanese Albums (Oricon)               | 153          |
| Португалия (AFP)                       | 30           |
| Шотландия (Scottish Albums Chart)      | 58           |
| Швейцария (Schweizer Hitparade)        | 2            |
| Великобритания (UK Albums Chart)       | 36           |
| США (Billboard 200)                    | 9            |
| США (Billboard Independent Albums)     | 2            |
| США (Billboard Top R&B/Hip-Hop Albums) | 3            |

| Чарт (2018)                           | Место |
| ------------------------------------- | ----- |
| Australian Jazz & Blues Albums (ARIA) | 14    |

## Хронология релиза
| Страна         | Дата            | Формат(ы)        | Лейбл(ы)        |
| -------------- | --------------- | ---------------- | --------------- |
| Португалия     | 21 июля 2011    | CD               | Stone'd Surfdog |
| Германия       | 22 июля 2011    | CD LP            | Sony            |
| Канада         | 22 июля 2011    | Цифровой контент | Stone'd Surfdog |
| США            | 22 июля 2011    | Цифровой контент | Stone'd Surfdog |
| Великобритания | 24 июля 2011    | CD               | Stone'd Surfdog |
| Нидерланды     | 25 июля 2011    | Цифровой контент | Stone'd Surfdog |
| Франция        | 25 июля 2011    | Цифровой контент | Stone'd Surfdog |
| Италия         | 25 июля 2011    | Цифровой контент | Stone'd Surfdog |
| Нидерланды     | 25 июля 2011    | Цифровой контент | Stone'd Surfdog |
| Португалия     | 25 июля 2011    | Цифровой контент | Stone'd Surfdog |
| Великобритания | 25 июля 2011    | LP               | Stone'd Surfdog |
| США            | 26 июля 2011    | CD LP            | Stone'd Surfdog |
| Италия         | 26 июля 2011    | CD               | Edel            |
| Япония         | 24 августа 2011 | CD               | Victor          |